# Randers Nordre Provsti
Randers Nordre Provsti er et provsti i Aarhus Stift.  Provstiet ligger i Randers Kommune.
Randers Nordre Provsti består af 30 sogne med 33 kirker, fordelt på 9 pastorater.

## Pastorater
| Pastorater i Randers Nordre Provsti | Pastorater i Randers Nordre Provsti | Pastorater i Randers Nordre Provsti |
| ----------------------------------- | ----------------------------------- | ----------------------------------- |
| Dronningborg-Gimming Pastorat       | Harridslev-Albæk-Støvring Pastorat  | Ommersyssel Østre Pastorat          |
| Purhus Pastorat                     | Sankt Andreas-Lem Pastorat          | Sankt Mortens Pastorat              |
| Sankt Peders Pastorat               | Spentrup-Gassum-Asferg Pastorat     | Tvede-Linde-Mellerup Pastorat       |

## Sogne
| Sogne i Randers Nordre Provsti | Sogne i Randers Nordre Provsti | Sogne i Randers Nordre Provsti |
| ------------------------------ | ------------------------------ | ------------------------------ |
| Albæk Sogn                     | Asferg Sogn                    | Dalbyneder Sogn                |
| Dalbyover Sogn                 | Dronningborg Sogn              | Enslev Sogn                    |
| Fårup Sogn                     | Gassum Sogn                    | Gimming Sogn                   |
| Gjerlev Sogn                   | Hald Sogn                      | Harridslev Sogn                |
| Kastbjerg Sogn                 | Kærby Sogn                     | Lem Sogn                       |
| Linde Sogn                     | Læsten Sogn                    | Mellerup Sogn                  |
| Nørbæk Sogn                    | Råby Sogn                      | Sankt Andreas Sogn             |
| Sankt Mortens Sogn             | Sankt Peders Sogn              | Spentrup Sogn                  |
| Støvring Sogn                  | Sødring Sogn                   | Sønderbæk Sogn                 |
| Tvede Sogn                     | Udbyneder Sogn                 | Øster Tørslev Sogn             |